# Droga wojewódzka 293
Die Droga wojewódzka 293 (DW 293) ist eine 17 Kilometer lange Droga wojewódzka (Woiwodschaftsstraße) in der polnischen Woiwodschaft Lebus, die die Droga wojewódzka 292 in Bytom Odrzański mit der Droga wojewódzka 297 in Borów Wielki verbindet. Die Strecke liegt im Powiat Nowosolski.

## Streckenverlauf
Woiwodschaft Lebus, Powiat Nowosolski
-  Borów Wielki (Großenborau) (DW 297)
- Konin (Konin)
-  Nowe Miasteczko (Neustädtel) (S 3, DK 3, DW 328)
- Królikowice (Krolkwitz)
-  Bytom Odrzański (Beuthen an der Oder) (DW 292, DW 326)